# Mansoor al-Harbi
Mansoor al-Harbi (arabisch منصور الحربي, DMG Manṣūr al-Ḥarbī; * 19. Oktober 1987 in Dschidda) ist ein saudi-arabischer Fußballspieler.

## Karriere

### Verein
Er begann seine Karriere in der U23 von al-Ahli, wo er zur Saison 2007/08 in die erste Mannschaft vorstieß. Er gewann mit seiner Mannschaft einmal die Meisterschaft, drei Mal den Pokal, einmal den Supercup und zwei Mal den Crown Prince Cup. Ende Juli 2018 schloss er sich dem Ittihad FC an. Nach der Spielzeit 2019/20 war er bis Mitte Januar 2021 ohne Vertrag, als er sich al-Raed anschloss.

### Nationalmannschaft
Seinen ersten Einsatz im Trikot der saudi-arabischen Nationalmannschaft erhielt er am 14. Oktober 2009 bei einem 1:0-Freundschaftsspielsieg über Tunesien. Nach ein paar weiteren Einsätzen war sein erstes Turnier der Arabische Nationenpokal 2012, wo er in drei Partien zum Einsatz kam. Die Asienmeisterschaft 2015 verpasste er nach einer Kreuzbandoperation. Ab September 2016 war er wieder aktiv und qualifizierte sich mit seiner Mannschaft für die Weltmeisterschaft 2018, wo er nicht zum Einsatz kam. Danach beendete er seine Karriere in der Nationalmannschaft.